# Палац і фортеця
«Палац і фортеця» — радянський кінофільм 1924 року режисера Олександра Івановського, сюжет заснований на реальній історії Михайла Бейдемана, за романом Ольги Форш «Одягнені каменем» і повісті Павла Щоголєва «Таємничий в'язень».

## Сюжет
Про долю Михайла Бейдемана, якого, без суду і слідства, лише одним наказом Олександра II, у віці 21 року, ув'язнили в Петропавлівській фортеці, де він провів більше двадцяти років.
Початкові титри: «У стінах Петропавлівської фортеці тужать вороги російського самодержавства, а на іншому березі Неви красується Зимовий палац…».
Недалеко в маленькій квартирці зі своєю матінкою і сестрами живе юнкер Бейдеман, закоханий у Віру — дочку багатого поміщика Лагутіна, руки якої домагається і князь Куракін. У цей час народовольці підривають карету з царем, і влада влаштовує облаву на супротивників самодержавства. І наступні двадцять років Бейдеман проведе в стінах Петропавлівської фортеці. Постарілого, практично втратившого розум, його звільняють з катівень фортеці, але Бейдеман просто не в змозі це усвідомити. Випадкова зустріч з Вірою стає кінцем для обох колишніх закоханих — вони ледь впізнають один одного, і ошелешені несподіваним побаченням, вмирають.

## У ролях
- Євген Бороніхін —  Михайло Бейдеман
- Юрій Корвін-Круковський —  Лагутін, поміщик
- Олена Хмелевська —  Віра Лагутіна, дочка поміщика
- Марія Юр'єва —  мати Бейдемана
- Сергій Шишко —  Сергій Нечаєв
- Геннадій Мічурін —  Дмитро Каракозов
- Леонід Добровольський —  Олександр II
- Яків Малютін —  Олександр III
- Надія Комаровська —  Марія Олександрівна, імператриця
- Микола Шмідтгоф —  князь Гагарін
- Кіндрат Яковлєв —  граф Муравйов
- Олександр Любош —  граф Ігнатьєв
- Аркадій Борисоглєбський —  граф Шувалов
- Петро Андрієвський —  комендант
- Петро Кузнєцов —  доглядач
- Олена Туманська —  Марфа
- Олексій Горюшин —  Петро, наречений Марфи
- Раїса Мамонтова —  Вікторина, сестра Бейдмана
- Дмитро Сергєєв-Черкасов —  Палісадов, священик
- Михайло Романов —  в'язень
- Володимир Ромашков —  швейцар
- Сергій Васильєв — епізод
- Едуард Іогансон — епізод
- Олексій Масєєв — епізод
- С. Лаврова — фрейліна Долгорукова
- Олексій Сисоєв — князь Долгоруков

## Знімальна група
- Режисер — Олександр Івановський
- Сценаристи — Ольга Форш, Павло Щоголєв
- Оператори — Віктор Гласс, Іван Фролов
- Художники — Борис Реріх, Володимир Щуко